# Ol Doinyo Lengai
Ol Doinyo Lengai (tudi Oldoinyo Lengai, 'Božja gora' v masajskem jeziku) je aktivni vulkan, ki leži v Gregorijevem prelomu, stranski veji Velikega tektonskega jarka, južno od jezera Natron v Tanzaniji v Afriki. Del vulkanskega sistema Velikega jarka, edinstveno proizvaja natrokarbonatitno lavo. Ko je leta 1960 izbruhnil Ol Doinyo Lengai, je prišlo do geoloških raziskav, ki so končno potrdile mnenje, da so karbonatitne kamnine pridobljene iz magme.

## Geologija
Ol Doinyo Lengai je edinstven med aktivnimi vulkani, saj proizvaja natrokarbonatitno lavo, edinstveno pojavljanje vulkanskega karbonatita. Nekaj starejših izumrlih karbonatitnih vulkanov je v bližini, vključno z goro Homa.

### Lava
Večina lav je bogata s silikatnimi minerali, lava Ol Doinyo Lengai pa je karbonatit. Bogata je z redkimi natrijevimi in kalijevimi karbonati, njerereitom in gregorjitom. Zaradi te nenavadne sestave lava izbruhne pri relativno nizkih temperaturah približno 510 ° C. Ta temperatura je tako nizka, da je staljena lava črna na sončni svetlobi, namesto da bi imela rdeč sijaj, ki je skupen večini lav. Prav tako je veliko bolj tekoča kot silikatna lava, pogosto manj viskozna od vode. Minerali natrijevega in kalijevega karbonata iz lav, ki so izbruhnili na Ol Doinyo Lengai, so nestabilni na zemeljski površini in občutljivi na hitro preperevanje, hitro se spreminjajo iz črne v sivo barvo. Nastala vulkanska pokrajina se razlikuje od katere koli druge na svetu.

## Ekologija
Karbonatitni pepel, ki se razprostira po okoliških travnikih omogoča edinstveno sočen, obogaten pašnik. Zaradi tega je območje ključna faza letne migracije divjadi, kjer postane vrt za rojstvo več tisoč telet.

## Eruptivna dejavnost
1883-1915
Zapisi o izbruhih na gori segajo v leto 1883. Tokovi so bili zabeleženi med letoma 1904 in 1910 ter med letoma 1913 in 1915. 
1917
Velik izbruh junija 1917 je odlagal vulkanski pepel do 48 kilometrov stran. 
1926
Leta 1926 je prišlo do izbruha. 
1940
Erupcija med julijem in decembrom 1940 je odložila pepel do Lolionda, 100 kilometrov stran. 
1950-ih
Nekaj manjših izbruhov lave so opazili leta 1954, 1955 in 1958. 
1960-ih
V zgodnjih šestdesetih letih so opazili manjše izbruhe lave.
Velik izbruh se je zgodil 14. avgusta 1966. Geologa J. B. Dawson in G. C. Clark sta teden dni kasneje obiskala krater in poročala o tem, da sta videla »debel steber črnega pepela«, ki se je dvigal približno 1000 metrov nad vulkanom in odplul proti severu proti jezeru Natron. Ko so se povzpeli na vdolbino v obliki stožca, so poročali, da so opazili stalno iztekanje plina in belkasto sivega pepela in prahu iz središča jame.
2007
Vulkanska aktivnost na gori je povzročila vsakodnevne zemeljske potrese v Keniji in Tanzaniji od 12. julija 2007 do 18. julija 2007 ob 20.30 v Nairobiju. Najmočnejši sunek je bil 6,0 po Richterjevi lestvici. Geologi so domnevali, da je nenadno povečvanje tresenja kazalo na gibanje magme skozi Ol Doinyo Lengai. Vulkan je izbruhnil 4. septembra 2007 in poslal pepel in paro vsaj 18 kilometrov z vetrom in prekril severni in zahodni bok s svežimi tokovi lave.
2008
Izbruh leta 2007 se je občasno nadaljeval v letu 2008. Konec februarja se je poročalo, da se aktivnost povečuje in 5. marca je prišlo do velikega izbruha. Obdobjem neaktivnosti so sledili izbruhi 8. in 17. aprila. Euptivna dejavnost se je nadaljevala do konca avgusta 2008. Ob obisku vrha septembra 2008 je bilo ugotovljeno, da se je emisija lave nadaljevala iz dveh odprtin v tleh novega kraterja. Obiski kraterja v marcu / aprilu 2009 so pokazali, da je ta dejavnost prenehala. 
2010
V oktobru 2010 sta bila v preletu fotografirana dva ločena toka lave in majhno jezero lave.
2013
Vulkan je nadaljeval s pretokom lava, ki je začel polniti velik krater iz izbruha 2007-2008. Od julija 2013 je na zahodnem robu tla kraterja velik aktivni hornito. V juniju so prebivalci v bližini vulkana poročali o več potresih. Novi krater je nedostopen in plezalci so ga le občasno pogledali.

## V popularni kulturi
Bibhutibhushan Bandyopadhyay, indijski pisec, v svoji knjigi Chander Pahar ('gora Lune', 1937), omenja ta vulkanski izbruh. V romanu Shankar, glavni protagonist, skupaj z raziskovalcem, Diegom Alvarezom, odide v globine afriških gozdov, da bi našla zlato in naletita na izbruh tega vulkana.

## Galerija
- Izbruh Ol Doinyo Lengai marca 2008.
- Ol Doinyo Lengai po eksplozivnem izbruhu.
- Slika vulkana, ki pošilja pepel in paro proti jugu.
- Slika iz zraka, Oldoinyo Lengai leta 2011.
- Ol Doinyo Lengai oktobra 2011.
- Slika izbruha leta 1966
- Strjena lava v kraterju Ol Doinyo Lengai.
- Krater Ol Doinyo Lengai januarja 2011.